# Guennadi Kómnatov

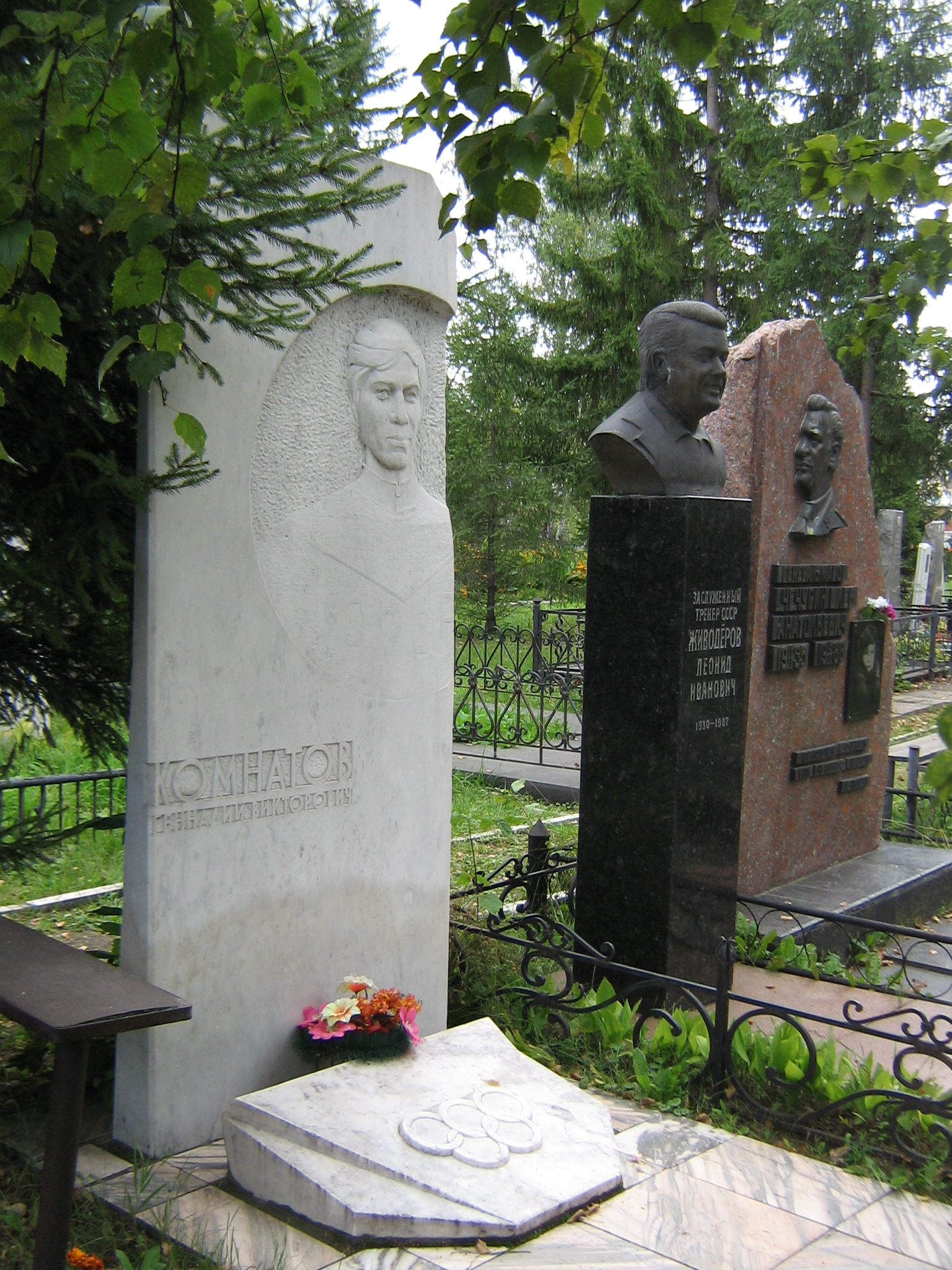
Tomba de Guennadi Kómnatov.

Guennadi Víktorovitx Kómnatov (en rus Геннадий Викторович Комнатов, Zhelannoye, Omsk, 18 de setembre de 1949 – Omsk, 19 de març de 1979) va ser un ciclista soviètic que va córrer durant els anys 70 del segle xx.
El 1972 va prendre part en els Jocs Olímpics de Múnic, en què guanyà una medalla d'or en la contrarellotge per equips, formant equip amb Valeri Iardi, Valeri Likhatxov i Borís Xúkhov.

## Palmarès
- 1972
  -  Medalla d'or als Jocs Olímpics de Múnic en contrarellotge per equips
- 1973
  - Vencedor de 2 etapes de la Ruban Granitier Breton
  -  Medalla de plata al Campionat del món dels 100 km contrarellotge per equips
- 1974
  -  Medalla de plata al Campionat del món dels 100 km contrarellotge per equips
- 1975
  -  Medalla de plata al Campionat del món dels 100 km contrarellotge per equips